# Tweede Kamerverkiezingen in het kiesdistrict Bergum (1888-1897)

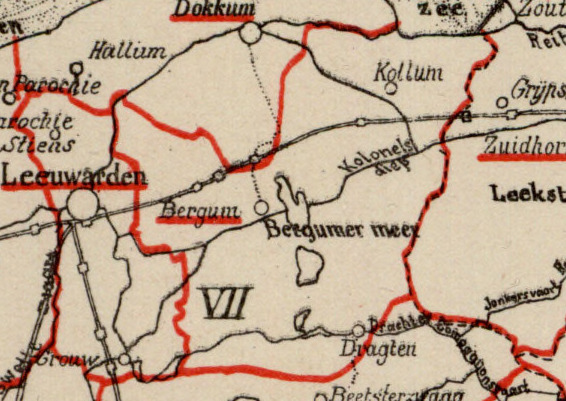
Kiesdistrict Bergum (1888)

Tweede Kamerverkiezingen in het kiesdistrict Bergum (1888-1897) geeft een overzicht van verkiezingen voor de Nederlandse Tweede Kamer in het kiesdistrict Bergum in de periode 1888-1897.
Het kiesdistrict Bergum werd ingesteld na de grondwetsherziening van 1887. Tot het kiesdistrict behoorden de volgende gemeenten: Achtkarspelen, Kollumerland, Smallingerland en Tietjerksteradeel.
Legenda
- cursief: in de eerste verkiezingsronde geëindigd op de eerste of tweede plaats, en geplaatst voor de tweede ronde;
- vet: gekozen als lid van de Tweede Kamer.

## 6 maart 1888
De verkiezingen werden gehouden na vervroegde ontbinding van de Tweede Kamer.
|                  | 6 maart |
| ---------------- | ------- |
| Kiesgerechtigden | 3.019   |
| Opkomst          | 2.732   |
| Geldige stemmen  | 2.729   |
| Blanco stemmen   | 3       |
| Kandidaten       |         |
| O.T. Bosgra      | 1.374   |
| E.B. Kielstra    | 1.232   |
| O. Stellingwerf  | 95      |

## 18 september 1888
Okke Bosgra, gekozen bij de verkiezingen van 6 maart 1888, overleed op 20 augustus 1888. Om in de ontstane vacature te voorzien werd een tussentijdse verkiezing gehouden.
|                  | 18 september |
| ---------------- | ------------ |
| Kiesgerechtigden | 3.019        |
| Opkomst          | 2.624        |
| Geldige stemmen  | 2.596        |
| Blanco stemmen   | 3            |
| Kandidaten       |              |
| L.W. de Vries    | 1.340        |
| E.B. Kielstra    | 1.125        |
| V. Bruinsma      | 130          |

## 9 juni 1891
De verkiezingen werden gehouden na ontbinding van de Tweede Kamer.
|                  | 9 juni | 23 juni |
| ---------------- | ------ | ------- |
| Kiesgerechtigden | 3.076  | 3.076   |
| Opkomst          | 2.641  | 2.888   |
| Geldige stemmen  | 2.635  | 2.878   |
| Blanco stemmen   | 3      | 6       |
| Kandidaten       |        |         |
| H.P. de Kanter   | 1.211  | 1.515   |
| L.W. de Vries    | 1.294  | 1.363   |
| J.A. Fortuyn     | 129    |         |

## 10 april 1894
De verkiezingen werden gehouden na vervroegde ontbinding van de Tweede Kamer.
|                  | 10 april |
| ---------------- | -------- |
| Kiesgerechtigden | 2.987    |
| Opkomst          | 2.212    |
| Geldige stemmen  | 2.199    |
| Blanco stemmen   | 11       |
| Kandidaten       |          |
| H.P. de Kanter   | 1.123    |
| A. Kuyper        | 811      |
| U.H. Huber       | 257      |

## Opheffing
De verkiezing van 1894 was de laatste verkiezing in het kiesdistrict Bergum. In de kieswet-Van Houten (1896) was onder meer voorzien in een wijziging van de naam van het kiesdistrict in Tietjerksteradeel. 